# 廣川裕司
廣川 裕司（ひろかわ ゆうじ、1959年 - ）は、日本の実業家。2019年4月よりセキュアワークス株式会社代表取締役社長。元ホートンワークスジャパン執行役員社長。元日本 BEA代表取締役、レッドハット株式会社代表取締役社長、ミドクラジャパン代表取締役社長。 2019年3月よりロボットソフトの Rapyuta Robotics（ラピュタ・ロボティクス）株式会社の社外取締役。

## 略歴
神奈川県横須賀市出身。
神奈川県立横須賀高等学校、慶應義塾大学工学部卒業後、1981年日立製作所に入社。日立製作所では米国子会社となる日立データシステムズコーポレーション設立に携わり、1992年より1998年まで同社（米国・サンタクララ）に出向。企画部門役員、グローバルセールス副社長を歴任した。
2003年6月に日立製作所を退社し、同年7月から2006年8月までサン・マイクロシステムズの執行役員としてデータセンタソリューション本部、パートナ戦略統括、テクノロジーパートナ営業本部、インダストリー営業本部などの営業部門を統括。
2006年8月に日本BEAシステムズに専務執行役・営業部門統括本部長として入社。同年11月に同社代表取締役に就任。
2008年2月レッドハット代表取締役社長に就任。2015年6月同会長就任。2016年6月に退任。
2016年11月ミドクラジャパン代表取締役社長（日本・アジアパシフィック担当）に就任。2017年2月退任。
2017年3月ホートンワークス社（米国・サンタクララ）副社長・日本代表、子会社のホートンワークスジャパン執行役員社長に就任。
2019年3月 Rapyuta Robotics社外取締役就任。
2019年 4月セキュアワークスジャパン株式会社代表取締役社長に就任。
　　　　就任以来5年で売上3倍以上を達成し　日本のサイバーセキュリティ企業としては
　　　　最高レベルの成長を記録し日本経済の発展に貢献中である。

## 人物
- 趣味はゴルフ、テニス、水泳、旅行、温泉巡り。世界中の美味しい料理、カニや魚介類、牛肉などを楽しむ。
- 尊敬する人物は坂本龍馬。
- 愛読書は「ピーター・ドラッカー」。